# Unisexdräkt

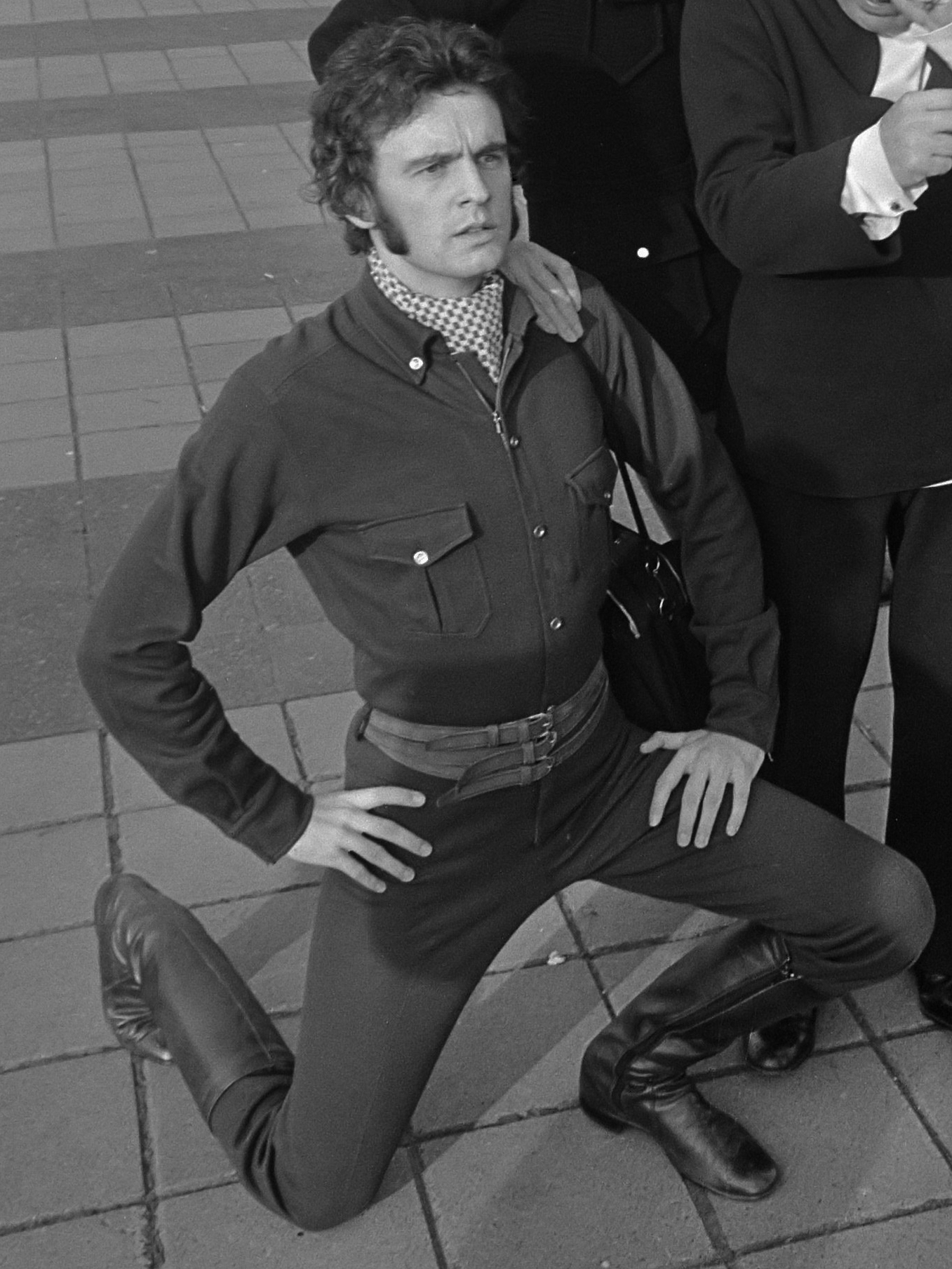
Sighsten Herrgård (1969) iklädd kläder av egen design, overall och stövlar.

Unisexdräkt är ett klädesplagg som lanserades internationellt av svenske modeskaparen Sighsten Herrgård 1967–68. Det är ett slags overall med utsvängda ärmar och ben – ofta i velour – och var populärt i början av 1970-talet.

## Historik (i Sverige)
Modeskaparen Sighsten Herrgård tog fram den första varianten av unisexmodet 1967, på beställning av de brittiska modehuset House of Weight. Klädesformen blev mer känd och omskriven under 1968, via Herrgårds unisexoverall i crimplenejersey som fick ta emot ett antal priser som bästa plagg.
En känd bärare var Claes af Geijerstam då han ledde TV-programmet Opopoppa. Tanken var att man skulle ha ett otvunget och ledigt plagg som passade alla, oavsett kön. 
Under de följande decennierna framstod unisexdräkten ofta som en representant för de "fulaste" delarna av 1970-talets mode.  
Inte förrän kring 2010 blev det återigen vanligt för vuxna att bära lättsamt tillskurna overaller i mjukt tyg. Till skillnad från Herrgårds vision 1967 bärs dock inte overaller i mjuka tyger i vår tid överallt och i alla sammanhang utan uppfattas allmänt just som en mysoverall, något som man har på sig hemma när man tar det lugnt med familjen.